# Lope de Moros

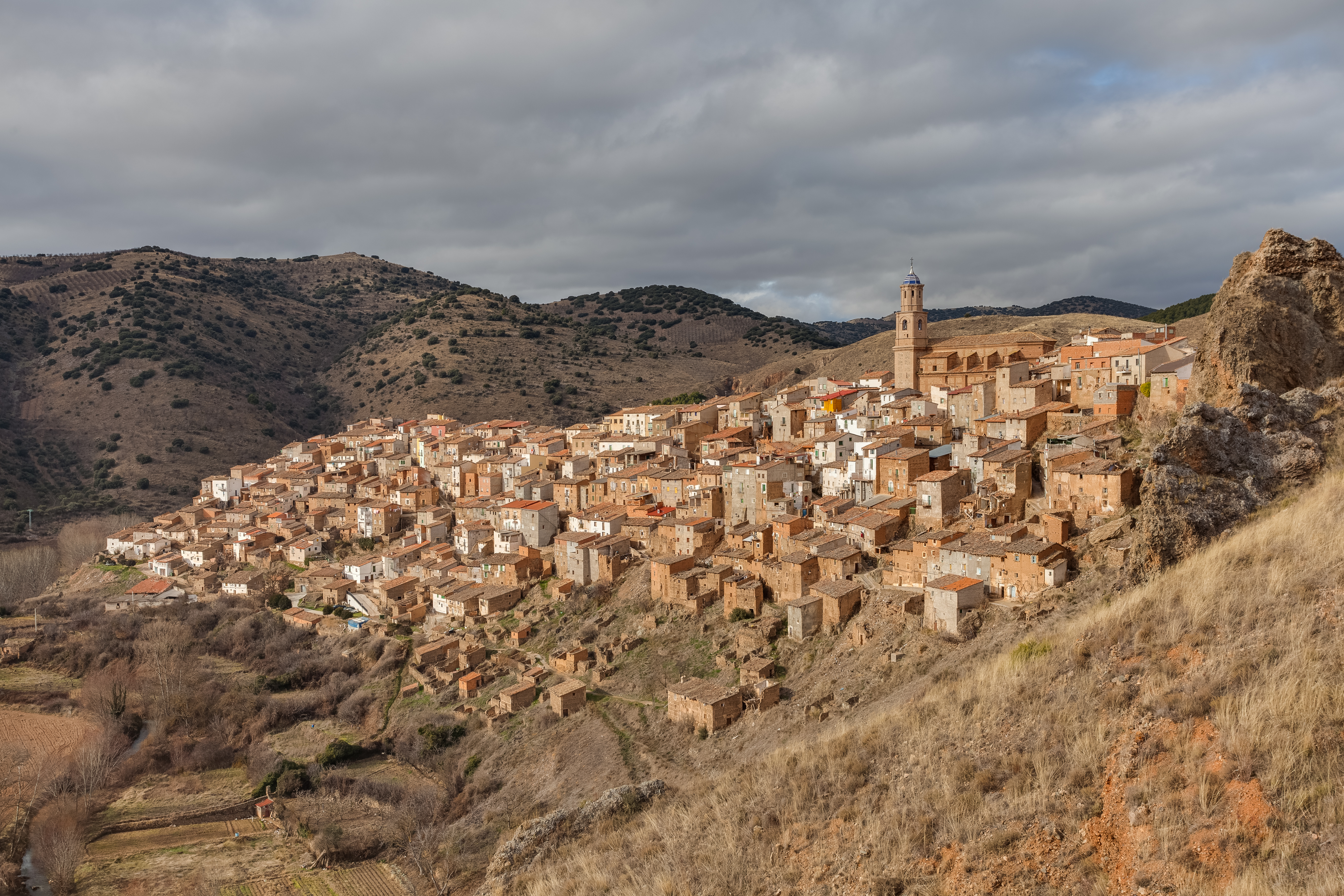
Panorámica de la aldea zaragozana de Moros

Lope de Moros fue un copista o, tal vez, un poeta y trovador aragonés de entre los siglos XII y XIII, posible copista o autor del poema amoroso-alegórico Razón de amor con los denuestos del agua y del vino, de hacia 1205.
Muy poco se sabe sobre él, y mucho es conjetural. Al final del poema aparece un explicit que indica: "Lupus me fecit de Moros". Su nombre y la lengua predominante en el texto parece indicar que era un aragonés nacido en la aldea de Moros (Zaragoza), situada en la comarca de Calatayud. Si no fue el copista o refundidor de uno o dos textos más antiguos escritos en castellano, pueden ser autobiográficos estos versos incluidos en el poema:
Un escolar la rimó / que siempre dueñas amó; / mas siempre hobo triança / en Alemania y en Françia, / moró mucho en Lombardía / pora aprender cortesía (vv. 5-10).
Habría tenido, pues, una formación cosmopolita, y tal vez goliardesca. Nada más se puede afirmar con seguridad.